# Södertälje syd
Södertälje syd är ett stationskomplex i Södertälje kommun bestående av två trafiktekniskt separata driftplatser, en övre för fjärrtåg (se Fjärrtågsstationen nedan) och en undre för pendeltåg (se Pendeltågsstationen nedan). Hela anläggningen annonseras mot allmänheten som en enhet med namnet Södertälje syd.

## Bakgrund
På grund av att Södertälje är mycket kuperat, samt delas av den tungt trafikerade och breda kanalen, har det varit svårt att bygga bra tågförbindelser i och genom staden. Detta till trots är Södertälje en av de största järnvägsknutarna i Sverige. När järnvägen till Södertälje planerades, och det bestämdes att huvudlinjen inte skulle dras igenom stadskärnan, lär en inflytelserik person ha sagt ”Staden får draga sig efter dit!”. Detta medförde bland annat att området Mariekälla, söder om Järnatullen, snabbt fick en detaljplan med framför allt villabebyggelse.
Järnvägsstationen i Södertälje blev Södertelge öfre, vilken ibland även har kallats Öfre Telge. Från början hette den dock endast ”Södertelge” vilket vållade viss förvirring, eftersom stationen på den tiden låg väl utanför staden. Det hela löstes igenom namnbytet till Södertälje öfre. Centralstationen fick namnet Södertelge nedre. År 1885 byttes stationernas namn ännu en gång, varvid Södertelge öfre fick namnet Saltskog, och Södertelge nedre blev Södertälje central. Båda järnvägsstationerna invigdes i oktober år 1860, samtidigt som järnvägen till Stockholm. Järnvägen, som skulle komma att bli den Västra stambanan, drogs sedan vidare söderut mot Katrineholm och Göteborg. År 1895 invigdes järnvägen genom norra Sörmland (Norra Södermanlands Järnväg, NrSlJ), vilket medförde att Södertälje även fick järnvägsförbindelse med Eskilstuna.
I oktober 1921 invigdes stationen Södertälje södra i samband med att järnvägen fick en ny dubbelspårig dragning genom staden. Södra station ersatte den gamla järnvägsstationen i Saltskog, och Södertelge öfre revs 1947.
Nästa trafikomläggning inträffade år 1995, då man invigde Igelstabron, med 40 meters segelfri höjd över Södertälje kanal. På brons västra sida anlades Södertälje syd, som idag är stadens fjärrtågsstation. Stationen ligger i en svag backe, med uppförslutning i norrgående riktning. Under bron löper den gamla stambanan, vilken fortfarande trafikeras av SL:s pendeltåg. Där den gamla stambanan korsar Igelstabron anlades därför en lokaltågsstation (Södertälje syd undre). Vänthallen är belägen på en våning mellan de gamla och nya järnvägsspåren. Samtidigt som Södertälje syd invigdes fick stadens båda järnvägsstationer återigen nya namn; ”Södertälje södra” blev ”Södertälje hamn” och centralstationen blev ”Södertälje centrum”. År 1916 hade även Igelsta station i stadsdelen Östertälje fått namnet ”Östertälje”. De många järnvägsstationerna, namnbytena och trafikomläggningarna beskrevs i artikeln ”Södertälje och järnvägen” i tidskriften Klart spår nr 1/2003.
Idag är Södertälje en järnvägsknut för Svealandsbanan, från Strängnäs och Eskilstuna, Västra stambanan, från Katrineholm och Hallsberg, och Södra stambanans gren Nyköpingsbanan, från Vagnhärad och Nyköping, vars tåg använder Västra stambanan mellan Järna och Södertälje syd. Från nordost kommer Västra stambanans nya (Grödingebanan) och gamla sträckning från Stockholm. Fjärrtågen från Grödingebanan mot Katrineholm och Nyköping går på gemensamma spår till Järna, där också den gamla stambanan ansluts. De många järnvägarna som löper genom Södertälje, samt läget nära Stockholm, medför att man utan byte kan resa till Sveriges tre storstäder Stockholm, Göteborg och Malmö, och även till Oslo och Köpenhamn. Väster om Södertälje Syd har Svealandsbanan en planskild anslutning till Grödingebanan och en enkelspårig anslutning (över ett kvarvarande stycke av den gamla järnvägen till Eskilstuna) till gamla stambanan. Den senare används bara av vissa godståg, men i en källa från 1994 uppges den planeras att användas för framtida snabbpendeltåg Eskilstuna–Södertälje Hamn–Tumba–Älvsjö–Stockholm.

## Fjärrtågsstationen
Södertälje syd (formellt Södertälje syd övre) är en järnvägsstation för fjärrtåg och regionaltåg belägen på Grödingebanan, 37,6 km från Stockholms centralstation och 37 m ö.h.. Den invigdes samtidigt med Grödingebanan, den 1 september 1995. Stationen ligger uppe på Igelstabron och har två plattformar och fyra spår. Vänthallen är belägen i sluttningen under bron, och det finns hissar och rulltrappor till och från plattformarna. Stationen har en IATA-kod, nämligen XEZ. Med den kan man boka biljetter via flygets bokningssystem, exempelvis i samband med flyg till Arlanda. Stationen är, sitt något perifera läge till trots, stadens huvudstation för fjärrtåg, alltså de facto centralstation. Tåg tillhörande Mälartåg, SJ AB, VR och Snälltåget gör uppehåll vid stationen.

## Pendeltågsstationen
Södertälje syd (formellt driftplatsdel Södertälje syd undre) är en station på Stockholms pendeltågsnät. Den är belägen på "lillpendeln" Södertälje–Gnesta, 3,2 km från Södertälje centrum och 14 m ö.h., således 23 m under fjärrtågsstationen. Stationen har två spår och två sidoplattformar med entré från södra delen. Vänthallen är gemensam med den övre stationen. Antalet påstigande en genomsnittlig vardag vintertid beräknas till cirka 200 (2015). 

## Busstationen
Flera stadsbussar förbinder stationen med Scanias industriområden i uthamnen, Pershagen och centrala Södertälje. 
Landsvägsbussar (Sörmlandstrafiken) finns till Trosa och Vagnhärad. Långdistansbussar (till exempel Flixbus) till många svenska orter stannar vid Södertälje syds bussterminal. Det gör även flygbussar till Stockholm Skavsta Flygplats i Nyköping. Södertälje syd är belägen intill motorvägen E4/E20 och från avfarten i Pershagen (avfart 142, trafikplats Södertälje syd) når man stationen.

## Galleri

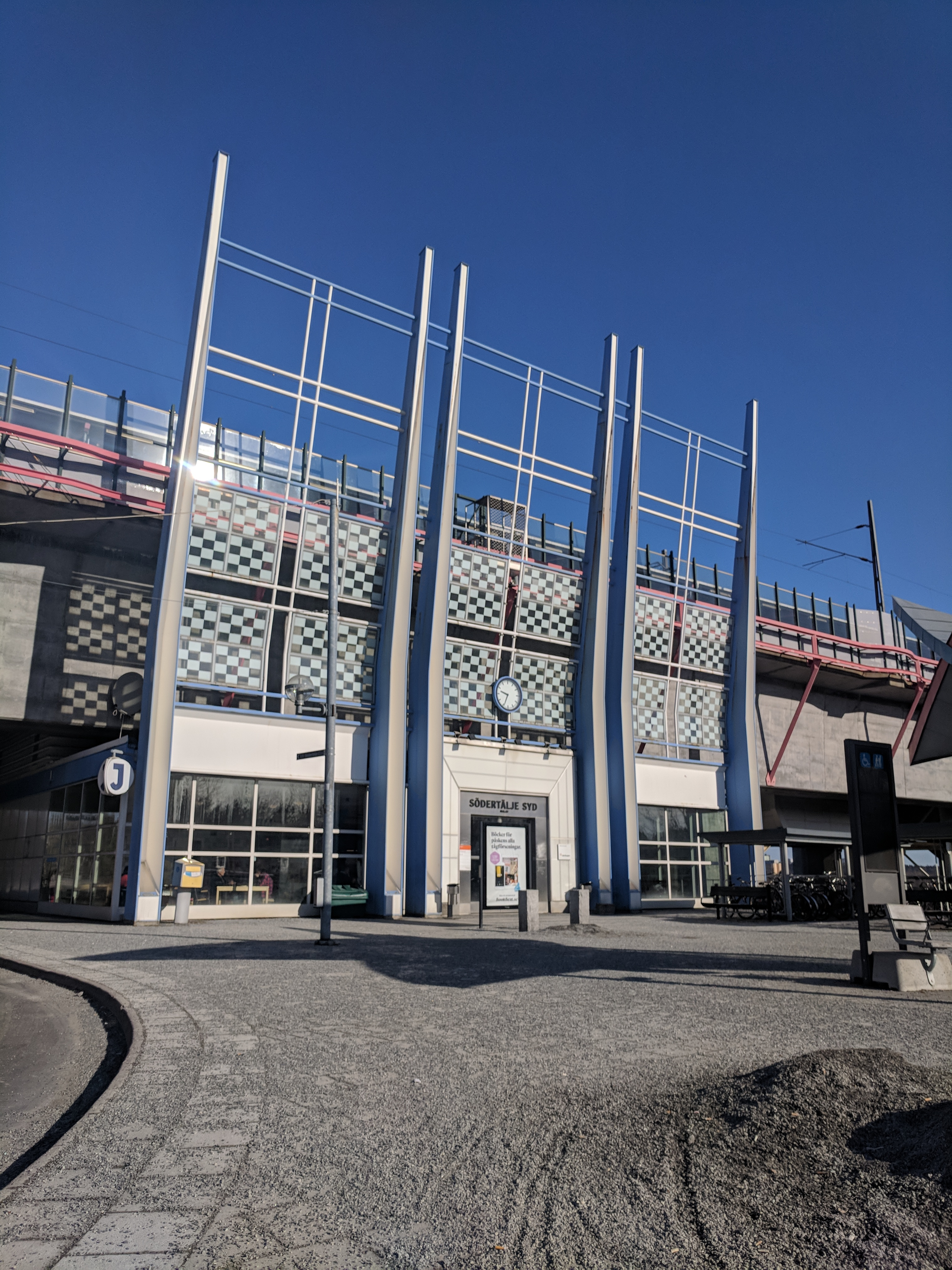
Stationshuset
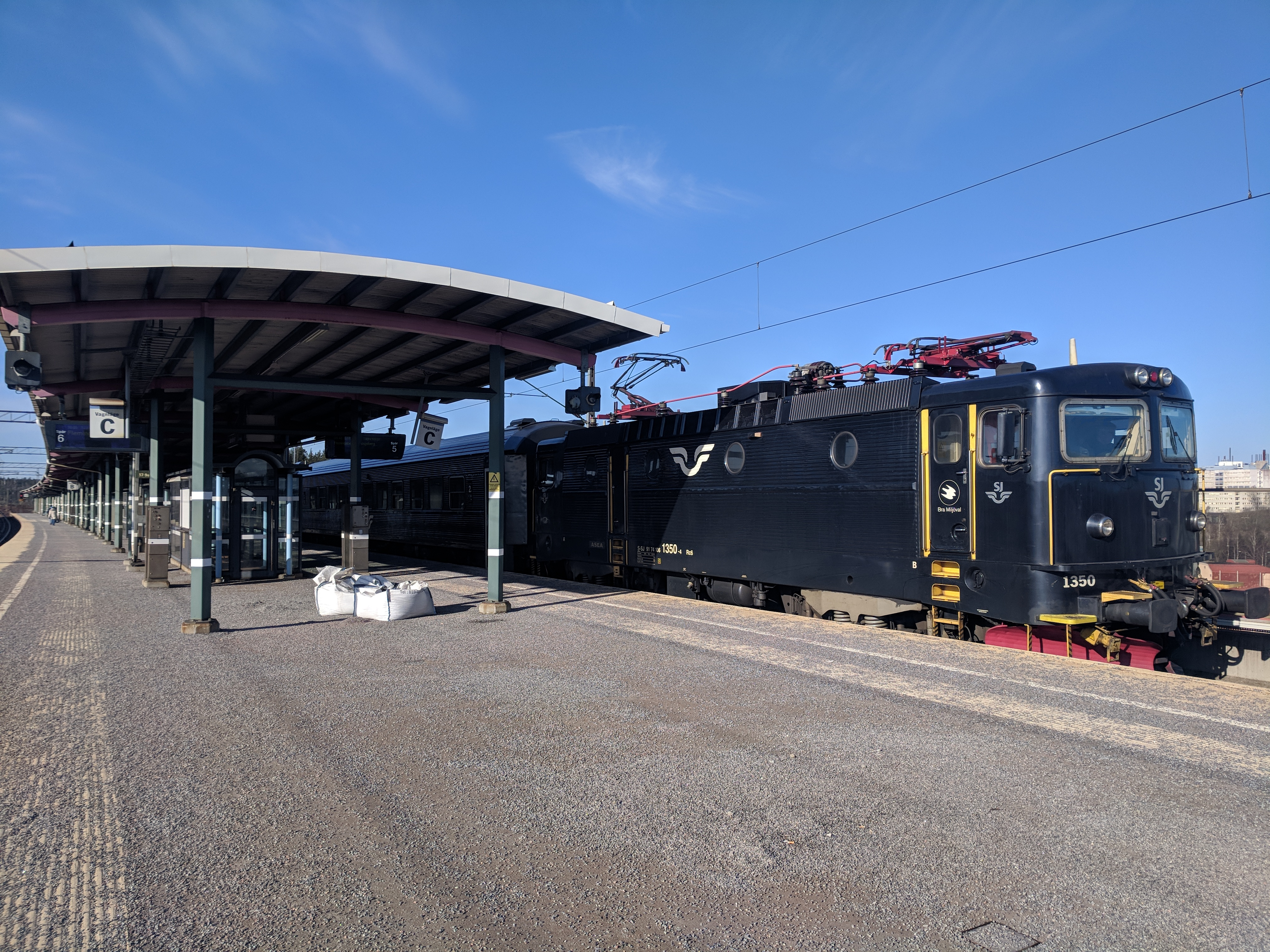
Perrongen
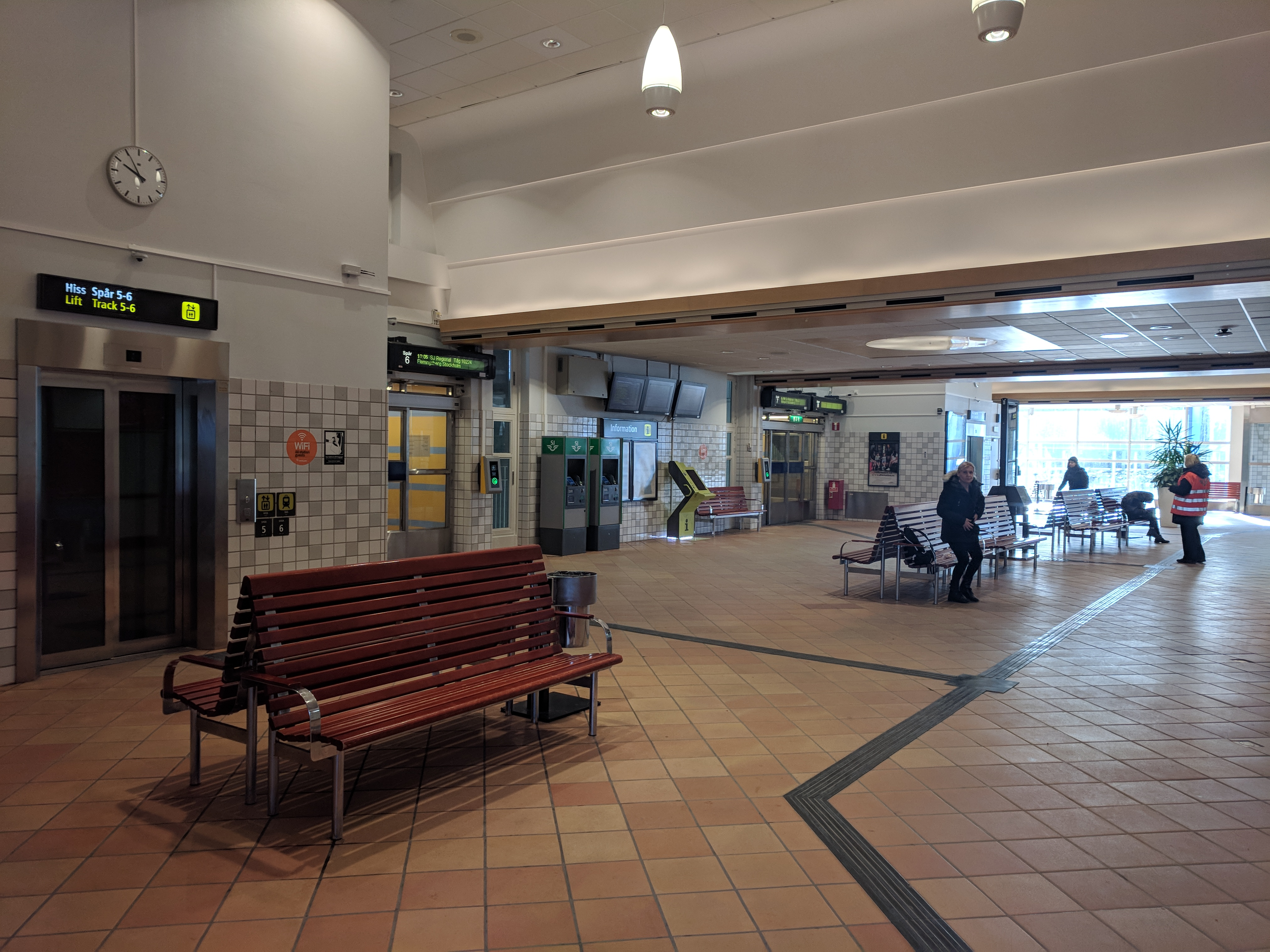
Vänthallen
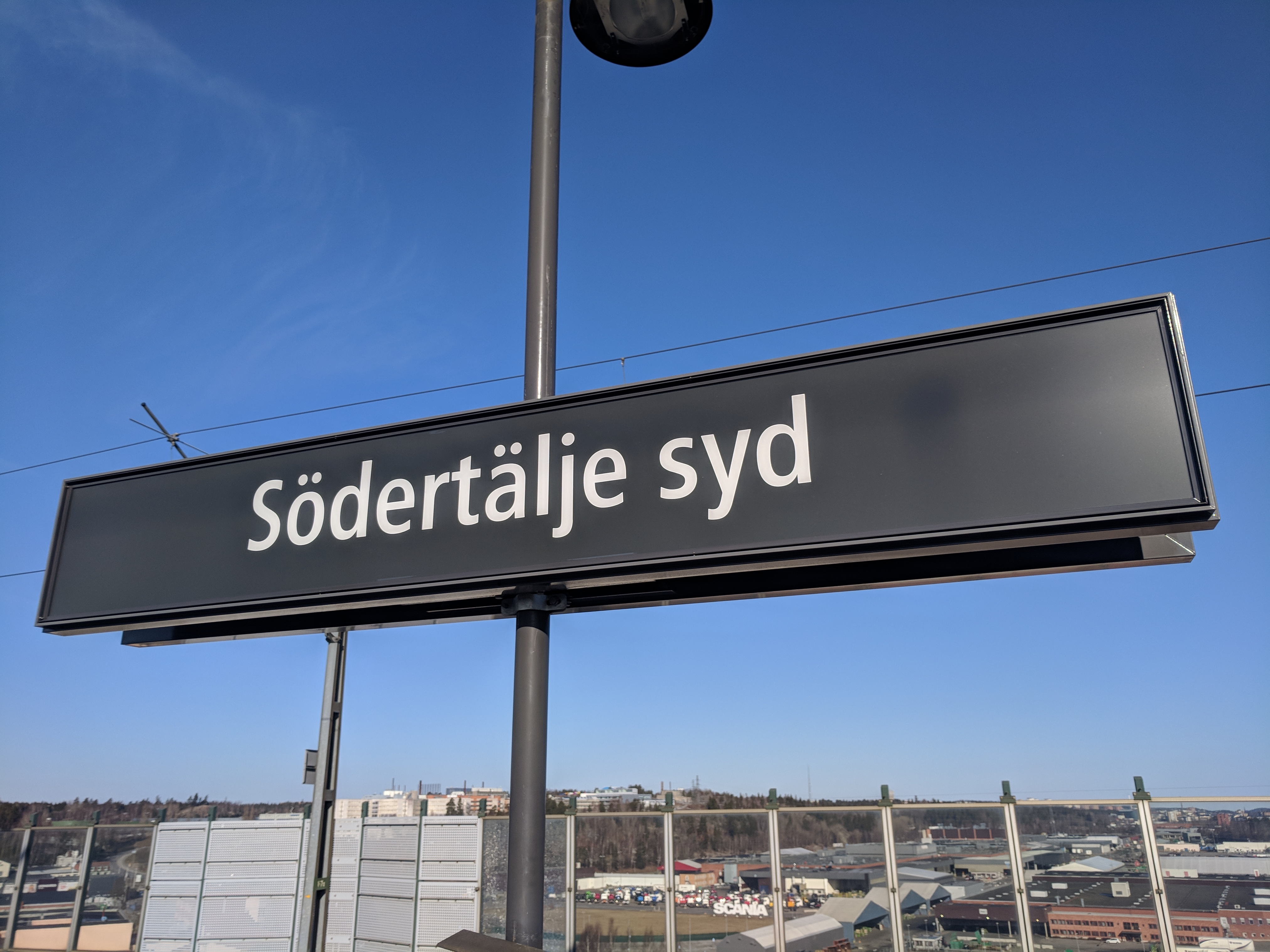
Stationsskylt
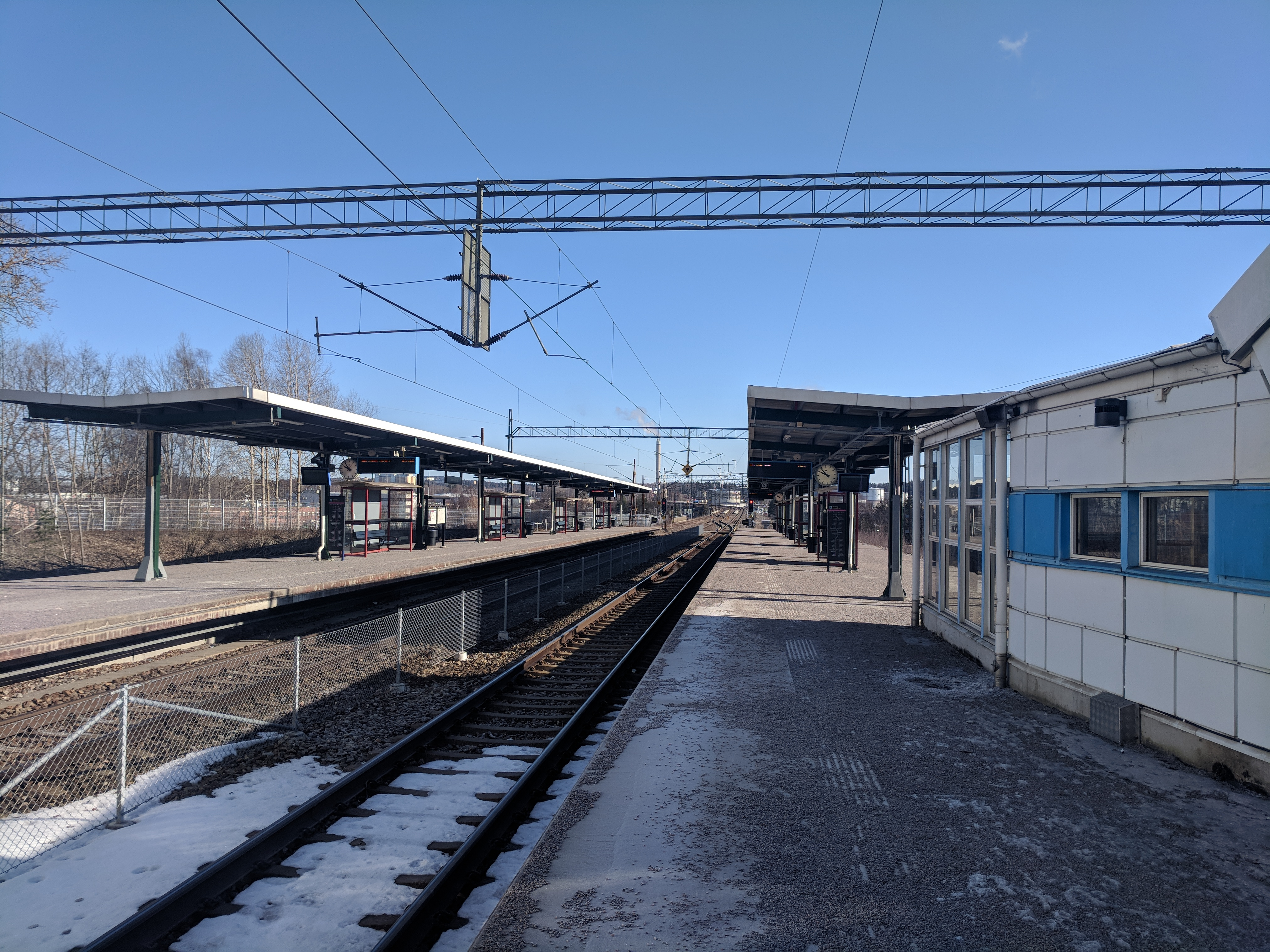
Pendeltågsperrongen